# Galeana segunda sección
Galeana segunda sección, también denominada Joaquín M. Gutiérrez, es una localidad del municipio de Juárez ubicado en el noroeste del estado mexicano de Chiapas.

## Geografía
La localidad de Galeana 2.ª Sección (Joaquín M. Gutiérrez) se sitúa en las coordenadas geográficas 17°35′02″N 93°07′47″O / 17.583889, -93.129722, a una elevación de 58 metros sobre el nivel del mar.

## Demografía
Según el Conteo de Población y Vivienda 2005, efectuado por el Instituto Nacional de Estadística y Geografía, Galeana 2.ª Sección (Joaquín M. Gutiérrez) tenía 186 habitantes, en 2010 la población era de 183 habitantes, y para 2020 había 144 habitantes, de los cuales 68 son del sexo masculino y 76 del sexo femenino.
| Gráfica de evolución demográfica de Galeana 2.ª Sección (Joaquín M. Gutiérrez) entre 2005 y 2020 |
|                                                                                                  |
| INEGI.                                                                                           |